# Ana María de Huarte y Muñiz
Ana María Josefa Ramona de Huarte y Muñiz (Morelia, 17 gennaio 1786 – Filadelfia, 21 marzo 1861) fu la consorte dell'imperatore del Messico Agustín de Iturbide. Era la figlia del nobiluomo Isidro Huarte, intendente provinciale e discendente del Marchese di Altamira.

## Biografia

### Infanzia
Ana Maria nacque il 17 gennaio 1786 a Valladolid, considerata dagli studiosi di quel tempo come "Il Giardino della Nuova Spagna". Suo padre era Isidro Huarte, un immigrato di Goizueta in Navarra in cerca di migliori opportunità nella seconda metà del XVII secolo e che aveva accumulato una fortuna enorme. Sua madre, Doña Ana Manuela Muñíz y Sánchez de Tagle era la seconda moglie di Isidro Huarte. Ana Manuela apparteneva ad una delle più ricche ed influenti famiglie della Nuova Spagna, il Casato di Tagle, la famiglia dei Marchesi di Altamira. Il suo bis bisnonno era il fratello di Don Luis Sánchez de Tagle, I marchese di Altamira.
Ana Maria fu battezzata al Sagrario Metropolitano de Valladolid nello stesso anno in cui nacque poi, frequentò il Colegio Santa Rosa Maria de Valladolid, che era noto come un eccellente sistema scolastico e musicale. Ana Maria si distinse come una studentessa eccellente ed era anche dotata di talento musicale.

### Matrimonio
In base agli standard del suo tempo, Ana Maria possedeva una grande bellezza con caratteristiche assimilabili a quelle della Madonna. Mostrava grazia, bellezza e modi squisiti quando era nel Colegio Santa Rosa Maria, e fu in questa scuola che conobbe il giovane Agustin de Iturbide a cui seguì il corteggiamento e abbastanza presto terminò con il matrimonio. Il giovane Agustin era considerato molto bello e proveniva da una famiglia nobile basca molto ricca. Il loro matrimonio fu considerato da molti come un'unione perfetta.
Il venerdì pomeriggio del 27 febbraio 1805, all'una, la diciannovenne Ana Maria sposò il ventiduenne Agustín de Iturbide. Ana Maria arrivo nella Cattedrale di Valladolid vestita come una principessa austriaca, piena di merletto bianco e pettini a frange. Le loro nozze furono un grande evento sociale, poiché le donne indossavano i loro gioielli migliori ed abiti sontuosi, mentre gli uomini erano vestiti in rigoroso abito formale.
Ana María fornì una dote di centomila pesos, con cui la coppia acquistò una hacienda nella città di Maravatío.

### Imperatrice consorte
L'incoronazione di Agustín de Iturbide si tenne nella Cattedrale di Città del Messico il 21 luglio 1822, Ana María fu incoronata imperatrice, in una cerimonia elaborata. Vi parteciparono i vescovi di Puebla, Guadalajara, Durango e Oaxaca e presieduto dall'Arcivescovo di Città del Messico Pedro José de Fonte y Hernández Miravete.
Al tempo dell'incoronazione, il matrimonio di Ana Maria con Agustin era in malora al punto che i due erano quasi separati. Ciò era dovuto al fatto che Agustin de Iturbide si divertiva con il gioco d'azzardo e aveva la reputazione del donnaiolo. Una delle sue amanti fu Maria Ignacia Rodriguez, la famosa "Guera Rodriguez". Durante questi periodi di depressione, Ana Maria trovava conforto nei loro figli e nel cibo, con una particolare predilezione per le caramelle a latte a base di noccioline che le riportavano alla mente i suoi ricordi d'infanzia. La coppia si riconciliò prima dell'incoronazione per scopi politici.
Dopo l'incoronazione, la coppia visse nel palazzo del Marchese di San Mateo Valparaiso con la somma di un milione e mezzo di pesos per le spese. L'Imperatrice Ana Maria era accompagnata da una prima dama, sette dame di compagnia, nove dame onorarie, sette dame della camera, dame incaricate del suo guardaroba, ed un medico personale, mentre ai suoi figli furono dati tutori e governanti.

### Caduta dell'impero ed esilio
Quando i problemi all'interno dell'impero messicano cominciarono, l'imperatrice e i suoi figli si rifugiarono in convento. Presto raggiunse suo marito in esilio quando egli abdicò al trono il 19 marzo 1823.
La famiglia imperiale fu accompagnata dai loro sudditi fedeli e fu scortato dal Gen. Nicolas Bravo. La famiglia salpò su una nave piena di cibo, vino, gioielli e opere d'arte fino a quando finalmente raggiunse l'Italia. Ferdinando III, Granduca di Toscana permise alla famiglia imperiale di rimanere a Livorno, dove affittarono una casetta di campagna. Ma poi il re di Spagna persuase il Granduca di Toscana a espellere la famiglia imperiale, e quindi l'imperatrice e la sua famiglia partirono per Londra.
Suo marito, l'ex Imperatore, continuò a ricevere rapporti dal Messico, nonché informazioni dai sostenitori che se fosse tornato sarebbe stato salutato come un liberatore e un potenziale leader contro l'invasione spagnola. Iturbide mandò a dire al Congresso a Città del Messico il 13 febbraio 1824 che offriva i suoi servizi in caso di attacco spagnolo. Il Congresso non rispose. Le fazioni politiche più conservatrici nel Messico infine convinsero Iturbide a tornare. Accompagnato da sua moglie, due figli, e un cappellano, Agustin de Iturbide approdò al porto di Soto la Marina in Messico il 14 luglio 1824, dove fu arrestato e poi giustiziato da un plotone di esecuzione il 19 luglio 1824. Ana Maria era incinta del più piccolo dei suoi figli durante questo periodo.
Il congresso messicano permise all'imperatrice e ai suoi figli di andare nella Grande Colombia e concesse alla famiglia una pensione annuale di 8 000 pesos. Ma non c'era nessuna nave per portarli. La famiglia invece si stabilì negli Stati Uniti. Ana Maria partorì il suo decimo figlio a New Orleans e poi andò a risiedere prima a Baltimora e poi in una casetta a Georgetown, appena fuori Washington. L'ex imperatrice, insieme con le sue figlie, si stabilirono infine a Philadelphia, dove i bambini continuarono i loro studi in vari luoghi. In 1847, il governo messicano smise di darle la pensione degna di un'ex imperatrice. Fu anche ricevuta dall'ex presidente statunitense James K. Polk alla Casa Bianca poiché cercò aiuto per la sua pensione.
L'imperatrice Ana Maria donò alcuni ritratti e cimeli di famiglia della famiglia imperiale in esilio a un convento, come una corona di materiale tessuto fatta d'oro e argento. Provò il dolore della morte di due delle sue figlie e il matrimonio dei suoi figli maschi Salvador e Angel. L'imperatrice non approvò mai il matrimonio di suo figlio Angel con l'americana Alice Green, pronipote di George Plater, Governatore del Maryland.

### Morte
Nella notte di giovedì, 21 marzo 1861, a 75 anni, Ana Maria Josefa Ramona de Huarte y Muñiz de Iturbide, l'ex Imperatrice del Messico, morì nella sua residenza a Philadelphia. Fu sepolta nella IX cripta del Cimitero della Chiesa di San Giovanni Evangelista.
Il funerale fu molto semplice. Nessun ex collega di questa nobildonna nata in una delle famiglie più illustri di Spagna e che una volta portava la corona le diede il suo estremo saluto. Vi erano alcuni uomini di Philadelphia la cui alta posizione sociale dava loro il privilegio di aver avuto rapporti passati con la famiglia imperiale che parteciparono al funerale. E solo uno su diecimila della popolazione di Philadelphia sapeva che la donna sepolta in quel luogo era stata imperatrice.

## Discendenza
Ana María e Agustín de Iturbide ebbero dieci figli:
- S.A.I Don Agustín Jerónimo de Iturbide y Huarte, Principe Imperiale del Messico (1807–1866)
- S.A. Doña Sabina de Iturbide y Huarte (1809–1871)
- S.A. Doña Juana María de Iturbide y Huarte (1811–1828)
- S.A. Doña Josefa de Iturbide y Huarte (1814–1891)
- S.A. Don Ángel de Iturbide y Huarte (1816–1872) padre di Agustín de Iturbide y Green
- S.A. Don Jesus de Iturbide y Huarte (1817–1841) ????
- S.A. Doña María Isis de Iturbide y Huarte (1818–1849)
- S.A. Doña María de los Dolores de Iturbide y Huarte (1819–1820)
- S.A. Don Salvador de Iturbide y Huarte (1820–1856) padre di Salvador de Iturbide y Marzán
- S.A. Don Felipe Andrés María Guadalupe de Iturbide y Huarte (1822–1853)
- S.A. Don Agustín Cosme de Iturbide y Huarte (1824–1873)

## Titoli e trattamento
- 17 gennaio 1786 – 21 luglio 1822: Doña Ana María Josefa Ramona de Huarte y Muñiz
- 21 luglio 1822 – 19 marzo 1823: Sua Maestà Imperiale, l'Imperatrice del Messico
- 19 marzo 1823 – 21 marzo 1861: Sua Maestà Imperiale, l'imperatrice Ana Maria del Messico
- 19 marzo 1823 – 21 marzo 1861: Ana Maria de Iturbide